# Isonychus gracilipes
Isonychus gracilipes är en skalbaggsart som beskrevs av Blanchard 1850. Isonychus gracilipes ingår i släktet Isonychus och familjen Melolonthidae. Inga underarter finns listade i Catalogue of Life.